# Giuseppe Marchiori
Giuseppe Marchiori (Sant'Urbano, 5 febbraio 1847 – Roma, 11 novembre 1900) è stato un politico italiano.
Fu il secondo Direttore Generale della Banca d'Italia dal 1894 al 1900 dopo le dimissioni di Giacomo Grillo.
Volontario garibaldino nel 1866, venne riconosciuto come esperto in campo finanziario ed economico prima come presidente del consiglio provinciale di Rovigo e poi come deputato in Parlamento (1880). Nel marzo 1894 venne nominato Direttore Generale della Banca d'Italia da Sidney Sonnino. Dovette gestire le prime attività della Banca d'Italia che aveva visto la luce il 1º gennaio 1894. Si scontrò spesso con i governi in carica, fino alla sua improvvisa morte, per rivendicare maggiori gradi di autonomia della banca rispetto al governo.
Si tenga conto che la Banca d’Italia restò, fino al 1936, una società per azioni di natura privata, che esercitava la facoltà di emettere moneta in regime di concessione.
Se questo è vero, è importante comunque ricordare che sin dalla sua fondazione, il direttore generale Giuseppe Marchiori, iniziò ad emarginare gli interessi degli azionisti privati, in ragione di quelli pubblici.
Le sue spoglie riposano nella Cappella del cimitero di Lendinara.
Un busto in suo onore, opera di Giulio Monteverde fu eretto nella piazza del Teatro di Lendinara.
La scrittrice Antonia Arslan è sua bisnipote, essendo figlia della nipote Maria Vittoria Marchiori.

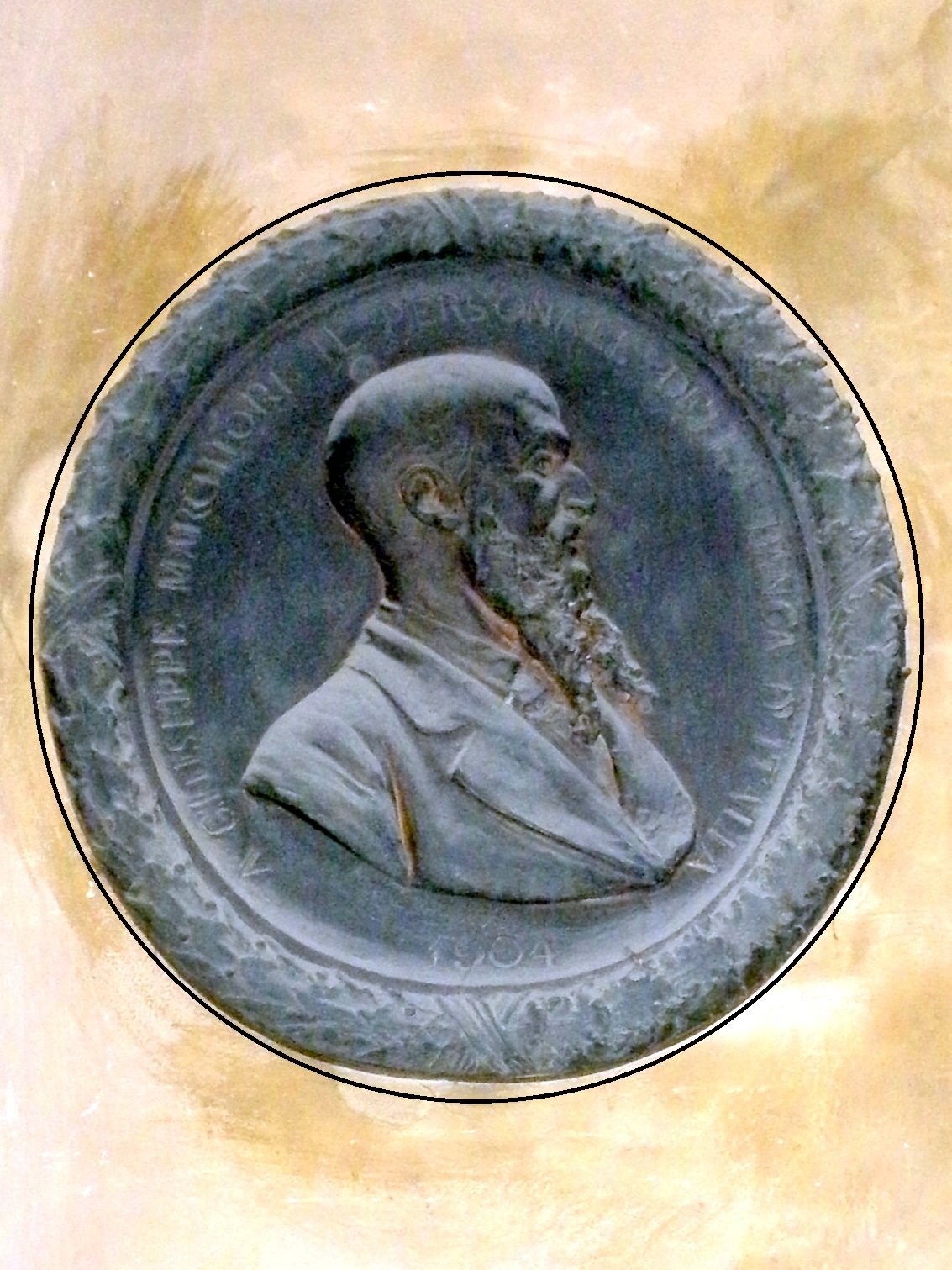
Lendinara, Cappella cimiteriale: dettaglio della tomba di Giuseppe Marchiori.